# Pepo Galán
Antonio Galán (nacido el 3 de marzo del 1981), más conocido por su seudónimo artístico Pepo Galán, es un compositor, multinstrumentista y productor nacido en Málaga, España. Sus composiciones se focalizan en la creación de un sonido característico con micro texturas, ambientes ruidosos y profundas melodías melancólicas cargadas de emociones y sentimientos. 

## Biografía
Su trayectoria musical comenzó a principios de los 90, formando parte de diversas bandas donde tocó el bajo, la guitarra y la batería. Fue a partir de ese momentos donde conectó con eclécticos estilos como el punk, hardcore, el metal, la música experimental o la electrónica.
Su pasado como DJ le dio la oportunidad de compartir escenario con artistas de renombre tanto nacionales como internacionales, lo que le ayudó a interiorizar aún más los viejos y nuevos sonidos de la electrónica.
Fue con la llegada del nuevo siglo cuando entró en la primera formación de trip hop de Málaga, “Maydrïm”, aventura que compartió con el productor Antonio Escobar, entre otros. Además de explorar las posibilidades de la electrónica en “Enfermeria”, que se caracterizó por ser una formación de corta trayectoria, pero con un sonido intenso, acudía a la llamada de bandas de rock o soul locales, con el objetivo de expandir su percepción de los sonidos.  
En el año 2014, fundó el grupo de música pop ambiental llamado Dear Sailor, junto al guitarrista paraguayo de jazz Lee Yi (Rottenman Editions).
Poco más tarde, en el año 2015 inició una nueva etapa como editor de música experimental, fundando junto a otros artistas, el sello discográfico “El Muelle Récords”. 
Hasta la actualidad, lleva grabados más de veinte discos en solitario y ha colaborado con la coreógrafa y cantante alemana Sita Ostheimer, Roger Robinson (King Midas Sound), Rafael Anton Irisarri, Max Würden, entre otros. 

## Sellos discográficos
- Past Inside The Present
- Thesis Project
- Kompakt Récords
- El Muelle Récords
- Rohs!
- Fluid Audio
- ELM Récords
- Unknown Tone Records
- Archives
- Muzan Editions
- Hiss Noise Rec
- Nova Fun
- Rhod Records

## Discografía

### Solo
- The Day of You Went Away (The Burros Discos)
- To A Better Place (El Muelle Records)
- Aokigahara Jukai, Album Remezclas (El Muelle Records)
- Hidden Noise (Caballo Perdedor)
- Arrástrame Mar (Nova Fund Recordings)
- Hanabi (Hiss Noise Record)
- Human Values Disappear (El Muelle Records)
- Hard Education (Rhod Records)
- Strange Parentheses (Archives)
- Three Tapes (Autoeditado)
- How Not To Disappear Completely (Rohs!)
- Strange Parenthesis RMX (Archives)
- For Victoria (Fluid Audio)[8]
- Soledad (Stereoscenic)

### EPs
- Homesickness EP (The Burros Discos)
- Helsinki (Autoeditado)
- Aokigahara Jukai (Autoeditado)
- Branches And Blue Sky (EMR Stranded)
- Things Of Something Else (EMR Stranded)

### Otros proyectos
- Dear Sailor - In Reverse EP (El Muelle Records)
- Dear Sailor - Dear Sailor (El Muelle Records)
- Dear Sailor - Thousand Pieces & Icebergs (Rottenman Editions)
- Stranded - Stranded (El Muelle Records)

### Recopilaciones
- Burrocracia 2 (The Burros Discos)
- Atardecenaranjainfierno (El Muelle Records)
- Cave’s (El Muelle Records)
- Saqueo EP (República Iberica Ruidista)
- One Minute Symphony (Endogamic)
- Experiment-al-andalus vol. 1 (Gruppo Ungido & Endogamic)
- Gran Gala 2 (Fundación Rafael Pérez Estrada)
- New Life (New Leaf Inc)
- Vaious Artist Vol. 2 (Mona Records)
- Electrónica After Hour (High Pro-File Recordings)
- Outta Space (High Pro-File Recordings)
- Selfhealing Sounds (Wax’N’Soul)
- Running Wild (Catharsis)
- Slow Mo Electrónica (Catharsis)
- Forbidden Electrónica (High Pro-File Recordings)
- Dub Fund P.T 3 (Kollector)
- Terroir Abstrait Drones & Soundscapes (City Noises)
- Electronic Ambient Peaks (DSR Dance Selection Records)
- Pop Ambient 2020 (Kompakt Records)
- Pop Ambient 2021 (Kompakt Records)
- Thesis Recurring (Thesis Project)
- Thesis Drive (Thesis Project)
- Heights (Archives)
- Slow Sketch (El Muelle Records)
- Waiting For Spring 2020 Compilation (ELM Records)
- Countours (Canigou Records)
- Healing Sounds II: A compilation for those in need (Past Inside The Present)

### Colaboraciones
- Jaime Tejón (Where Are The Soul (Mona Records)
- JJSG - A Little Skunk (Mona Records)
- Chalana - Gimnasia Arrítmica (El Muelle Records)
- Mamífero - Incendia! (El Muelle Records)
- Mathew Dreyfus - The Transfer (Mona Records)
- Warmth - WildLife (Archives)
- David Cordero - Hacia La Luz (Archives)
- Lu Zero - Brecha (Autoeditado)
- David Cordero - Lambda (Home Normal)

### Discos en colaboración
- Carlos Suero & Pepo Galán - Comformity Declaration (Seattle Dott Rec)
- Pepo Galán & Max Würden - All Of A Sudden (Unknown Tone Records)
- David Cordero & Pepo Galán - As a Silent
- Tongue Shadow (Muzan Editions)
- Pepo Galán, Shinji Wakasa & Warmth - Reiyā
- Awakened Souls & Pepo Galán - Palettes (Hush Hush)
- Pepo Galán & Sita Ostheimer - Contact (Past Inside The Present)[9]